# Debeloroga ovca
Debeloroga ovca (znanstveno ime Ovis canadensis) je ena od treh vrst gorskih ovac. Ime je dobila po velikih, zakrivljenih rogovih samcev. Tudi samice imajo rogove, vendar kratke in le rahlo ukrivljene. Pred dvesto leti je populacija po ocenah štela več kot dva milijona osebkov, v začetku 20. stoletja pa je zaradi lova, bolezni in prevlade domače ovce skoraj izumrla. Danes živi na zahodu Združenih držav Amerike in Kanade ter v severnem delu Mehike ob pomoči programov za reintrodukcijo, vzpostavljanje naravnih parkov in omejevanje lova.